# Axel Kahn
Axel Kahn (Le Petit-Pressigny, Indre y Loira, 5 de septiembre de 1944 - París, 6 de julio de 2021) fue un genetista y escritor francés, hermano del químico Olivier Kahn y del periodista y ensayista Jean-François Kahn.

## Biografía
Axel Kahn fue doctor en medicina y doctor en ciencias, director de investigación en el Instituto Nacional de Salud e Investigación Médica (INSERM) y decano de la Universidad Descartes de París desde enero de 2008. También fue jefe del Instituto Cochin en París (2002-2008), un laboratorio especializado en la investigación biomédica, en el que trabajan más de quinientas personas. 
Su investigación se centró en la genética, la terapia génica, el cáncer, el desarrollo y la fisiología, por lo que recibió varias distinciones honoríficas. 
Escribió once libros sobre biología moderna, los genes y la ética, así como unos quinientos trabajos en revistas internacionales. 
Durante nueve años, presidió la Comisión de Ingeniería Biomolecular del Ministerio francés de Agricultura. Fue presidente del Grupo Europeo de Ciencias de la Vida desde 2000, cuando el grupo empezó, hasta el final de 2001, y miembro del Comité Consultivo Nacional de Ética (1992 - 2004). 
Fue también presidente de la Fundación Internacional para la Discapacidad y de la Comisión de Ética de la Asociación Nacional Francesa contra el Cáncer.
Falleció el 6 de julio de 2021 a los 76 años, debido a un cáncer.

## Distinciones
- Oficial de la Legión de Honor
- Oficial de la Orden Nacional del Mérito
- Oficial del Mérito Agrícola
- Caballero de las Artes y de las Letras.